# Lang quân 100 ngày
Lang quân 100 ngày (tiếng Hàn: 백일의 낭군님; Romaja: Baekirui Nanggunnim; phiên âm: Bách nhật lang quân; tên quốc tế: 100 Days My Prince, tên cũ: Dear Husband of 100 Days) là một bộ phim truyền hình Hàn Quốc năm 2018 với sự góp mặt của Do Kyung-soo, Nam Ji-hyun, Jo Sung-ha và Han So-hee. Bộ phim được phát sóng trên kênh truyền hình tvN vào khung giờ 21:30 (KST) tối thứ 2 và thứ 3 hàng tuần từ ngày 10 tháng 9 năm 2018, thay thế khung giờ của bộ phim Thực thần 3.
Bộ phim xếp thứ 7 trong danh sách những bộ phim có tỉ lệ người xem cao nhất của đài truyền hình cáp.

## Tóm tắt
Lee Yool là cháu trai của nhà vua, người thích dành thời gian vui chơi thay vì học tập. Anh ấy thích chơi với những đứa trẻ nông dân cùng với người bạn tốt nhất kiêm giám hộ của mình, Dong-joo. Một ngày nọ, khi đang chơi với những đứa trẻ nông dân, nơi chúng đóng vai những nhân vật phản diện, Yool sử dụng thân phận của mình để trừng phạt bọn trẻ bằng cách đánh chúng, mà không biết rằng hành động của mình đang làm tổn thương chúng. Những đứa trẻ không thể phản đối cách hành xử này do thân phận của Yool. Rồi có một cô gái tên Yoon Yi-seo can thiệp và đánh phạt Yool vì hành động độc ác của anh. Giống như Yool, Yi-seo xuất thân từ một gia đình quyền quý, nhưng tốt bụng, thông minh và giàu lòng nhân ái. Yool ngay lập tức nảy sinh tình cảm với Yi-seo, và điều này khiến anh thay đổi để trở nên chăm học hơn để gây ấn tượng với cô. Cha của Yi-seo là một vị tướng và là cánh tay phải của nhà vua.
Tuy nhiên, cha của Yool là một người đàn ông đầy tham vọng, ghen tị với anh trai của mình là nhà vua và tìm cách tranh giành ngai vàng. Ông lập kế hoạch với một người đàn ông đầy tham vọng khác, Kim Cha-eon, họ âm mưu lật đổ vị vua hiện tại, với lời hứa rằng Cha-eon sẽ được đền đáp xứng đáng. Một đêm nọ, Kim Cha-eon bắt đầu cuộc đảo chính, chứng kiến nhà vua cùng tất cả quân nhân và đồng minh của ông bị sát hại một cách tàn nhẫn, bao gồm cả cha của Yi-seo. Trong khi bị thương nặng, cha của Yi-seo chỉ thị cho con trai lớn Seok-ha mang Yi-seo và chạy trốn, vì Cha-eon quyết tâm xóa sổ toàn bộ gia đình. Khi Cha-eon chuẩn bị giáng đòn kết liễu thì Yool, người đã chứng kiến toàn bộ sự việc, xông ra từ chỗ ẩn nấp để ngăn cản Cha-eon, đe dọa rằng anh ta sẽ báo cáo vấn đề này với cha mình. Cha-eon sau đó mang Yool trở về biệt thự của cha anh và sau đó được biết rằng chính cha đã âm mưu với Cha-eon về tất cả mọi chuyện, điều này khiến Yool bị sốc. Yool được đưa ra khỏi hiện trường và cuộc đảo chính hoàn tất thành công. Do đó, cha của Yool trở thành vị vua mới và Cha-eon trở thành Tả tướng. Yool nghiễm nhiên trở thành Thế tử, và vào ngày đăng quang, anh càng bị sốc với tin tức về "cái chết do tai nạn" của mẹ anh. Bất chấp sự ngạc nhiên của nhà vua mới về tin này, rõ ràng Tả tướng mới là người nắm quyền và kiểm soát nhiều nhất trong triều đại mới. Yool cay đắng từ bỏ vị trí mới của mình với tư cách là Thế tử của Joseon.
Mười sáu năm sau, Yool đã trưởng thành và trở thành một thế tử lạnh lùng và khó ưa. Do những đau thương trong quá khứ, Yul cũng rất thông minh và giỏi võ thuật. Cha của anh hiện đã tái hôn với Vương phi mới, người không ưa anh và muốn tước vị Thế tử cho con trai riêng của mình; trong khi bản thân Yool kết hôn với Kim So-hye, con gái của Tả tướng Kim. Bất chấp việc kết hôn, Yul vẫn mong muốn có thể thấy Yi-seo, mặc dù anh tin rằng Yi-seo đã bị giết. Điều này khiến anh ta coi thường Thế tử tần và cha của cô ấy và thường xuyên né tránh cuộc hôn nhân viên mãn, mặc dù đã có nhiều kế hoạch khác nhau để đảm bảo cuộc hôn nhân diễn ra. Cùng lúc đó, một trận hạn hán xảy ra ở Joseon và mọi người bắt đầu đổ lỗi cho Yul và việc anh từ chối cuộc hôn nhân viên mãn là lý do. Sự bực tức khiến Yul ra lệnh cho tất cả những người độc thân trên toàn quốc phải kết hôn trong một tháng để giúp giảm bớt hạn hán.
Trong khi trên đường đến một nghi lễ cầu mưa, Yool và những người đi theo của anh ấy bị phục kích bởi những sát thủ do Cha-eon sắp đặt, và anh ấy suýt bị giết. Thế tử tần đang mang thai đứa con của người khác (sau đó được tiết lộ là của Moo-yeon / Seok-ha, anh trai của Hong-shim / Yi-Seo) và âm mưu ám sát Thế tử là để thoát khỏi tình trạng khó khăn của cô. Người bạn thời thơ ấu kiêm giám hộ của anh, Dong-joo, buộc cả hai phải tráo quần áo của nhau, về cơ bản là dụ những kẻ tấn công tránh xa Yool. Dong-joo sau đó bị giết và rơi xuống sông, những kẻ tấn công không nhìn thấy mặt anh ta và do đó tin rằng đó là Yool. Trong khi đó, Yool bị bắn một mũi tên vào ngực khi đang chạy trốn, và vô tình đập vào đầu, bất tỉnh. Khi tỉnh dậy, anh ấy đã bị mất trí nhớ.
Yi-seo, người đã trốn thoát trong cuộc đảo chính nhiều năm trước, đã được một người đàn ông thường dân nhận nuôi và hiện sống bí mật như một cô gái nông dân tên là Hong-sim ở Làng Song-joo. Chính cha nuôi của cô đã tìm thấy Yool bị thương nặng và điều dưỡng cho anh ta tỉnh lại. Số phận của anh trai cô là Seok-ha vẫn chưa được biết, khi họ tách ra sau khi Seok-ha chôn cô dưới một đống lá và bỏ chạy để dụ những người của Cha-eon đang săn lùng họ trong rừng. Trước khi chia xa, họ đã hứa sẽ đợi nhau ở một cây cầu vào ngày 15 hàng tháng. Trong khi Yi-seo đi đến cây cầu như đã hứa mà không thất bại, đã mười sáu năm kể từ khi chia xa và cô bắt đầu mất hy vọng rằng anh trai mình vẫn còn sống.
Là một phụ nữ độc thân, Hong-sim cũng phải tuân theo sắc lệnh kết hôn của Thế tử và cô ấy là người phụ nữ độc thân lớn tuổi nhất trong làng. Do số lượng nam và nữ độc thân không cân bằng, Hong-shim thấy mình là người duy nhất không có cặp. Thay vào đó, cô nhận được lời đề nghị trở thành vợ lẽ của một nhà quý tộc dâm đãng. Hong-sim từ chối vì cô ấy nói rằng cô ấy đã hứa hôn với một người đàn ông tên là Won-deuk, người đang phục vụ trong quân đội và không có ý định làm vợ thứ năm của người đàn ông đó. Thời hạn của sắc lệnh đã trôi qua và vì Hong-sim vẫn chưa kết hôn, cô ấy phải chịu hình phạt là 100 cây trượng. Để cứu con gái, cha cô lợi dụng việc Yool mất trí nhớ, nói anh ta là người đã hứa hôn của Hong-sim tên Won-deuk, một người đàn ông mà cha cô đã giới thiệu nhưng cô chưa bao giờ gặp.
Vì vậy, Yi-seo và Yool kết hôn trong khi cả hai đều không biết danh tính thực sự của nhau. Phần còn lại của câu chuyện kể về cách mà Thế tử tỏ vẻ rất xa lạ với lối sống của thường dân và ban đầu được dân làng coi là một người chồng không ra gì. Tuy nhiên, kỹ năng đọc, viết và võ thuật của anh ấy vẫn là điều gây ấn tượng cho Hong-sim và dân làng. Cuối cùng anh trở lại cung điện và lấy lại ký ức của mình về Yi-seo; sau đó và hai người đoàn tụ một lần nữa.

## Diễn viên

### Vai chính
- Do Kyung-soo vai Thế tử Lee Yool/ Won-deuk[4][5]
  - Jung Ji-hoon vai Lee Yool (lúc nhỏ)[6]

Một vị Thế tử cầu toàn; nhưng sau cú tai nạn nguy hiểm tới tính mạng đã trở thành một gã vô dụng sống ở tầng đáy của xã hội. Mặc dù bị mất trí nhớ, Yool vẫn giữ phong cách nói của một người đàn ông quý tộc, trước sự khó chịu của dân làng và cũng khiến bản thân gặp rắc rối liên tục vì điều này. Anh còn giữ được trí thông minh và tài võ nghệ, đặc biệt là bắn cung. Tuy nhiên, anh hoàn toàn không biết làm những công việc và hoạt động hàng ngày của một nông dân, chẳng hạn như đóng giày rơm, sử dụng liềm và chặt gỗ.
- Nam Ji-hyun vai Hong-sim / Yoon Yi-seo[7]

- Heo Jung-eun vai Hong-sim (lúc nhỏ)

Một người phụ nữ thông minh và mạnh mẽ, từng là một nữ quý tộc và hiện đang điều hành cơ quan giải pháp toàn diện đầu tiên của Joseon ở làng Songjoo. Cô ấy thể hiện là người độc lập quyết liệt và đôi khi cáu kỉnh, và luôn tranh cãi với Won-deuk. Cô che giấu thân phận thật của mình với mọi người trong làng, ngoại trừ cha nuôi của cô. Cô luôn có một mong mỏi là được đoàn tụ với anh trai mình.
- Jo Sung-ha vai Kim Cha-eon[9]

Vị Tả tướng độc ác đồng thời là bố vợ của Lee Yool, người đàn ông quyền lực nhất quốc gia và điều khiển cả nhà vua. Là một kẻ tàn nhẫn, ông ta sẵn sàng thực hiện bất kỳ hành động cần thiết nào để đạt được và duy trì quyền lực của mình.
- Han So-hee vai Kim So-hye[10]

- Choi Myung-bin vai Kim So-hye (lúc nhỏ) Thế tử tần, con gái của Kim Cha-eon và vợ của Lee Yool. Giống như Yool, cô cũng bị ép buộc trong cuộc hôn nhân và thường xuyên bị chồng bỏ rơi. Cô có tình cảm bí mật với Moo-yeon, một trong những kẻ giết thuê của cha cô - và mang thai đứa con của anh, gây ra nỗi đau lớn cho cô và cha cô, vì cô chưa bao giờ viên mãn cuộc hôn nhân của mình với Yool.

- Kim Jae-yeong vai Moo-yeon / Yoon Seok-ha
- Jung Joon-won vai Yoon Seok-ha (lúc nhỏ)[12]

Anh trai của Yi-seo và là kẻ giết thuê chính của Kim Cha-eon. Mặc dù biết Cha-eon đã giết cha mình, anh vẫn tiếp tục phục vụ Cha-eon vì anh liên tục bị đe dọa với việc săn lùng và giết chết người em gái mất tích của mình, Yi-seo. Anh tỏ ra tàn nhẫn và có kỹ năng võ thuật đáng kinh ngạc. Anh cũng không ngại cầm kiếm của mình và giết bất cứ ai Cha-eon chỉ dẫn. Mặc dù vậy, anh khao khát được thoát khỏi lối sống này và thương lượng với Cha-eon để được thả tự do, với một nhiệm vụ cuối cùng - sát hại Thế tử. Sau đó, anh tỏ ra bị mâu thuẫn nặng nề giữa việc chạy trốn với em gái để bắt đầu một cuộc sống mới, và ở với Thế tử tần mà anh đang yêu, và đang mang thai đứa con của anh. Anh cũng tỏ ra bị mâu thuẫn khi biết rằng người đàn ông mà anh được lệnh giết bây giờ đã kết hôn với em gái của mình. Sau đó, anh bị Kim Cha-eon giết khi cố gắng trốn thoát với Kim So-hye đang mang thai.

### Vai phụ

#### Nhân vật xung quanh Lee Yool/ Woondeuk
- Jo Han-chul vai Quốc vương [13]

Cha của Lee Yool, người được xem là một vị vua bù nhìn, làm việc kém hiệu quả do ông nằm dưới sự kiểm soát của Tả tướng. Mối quan hệ của anh với Yool trở nên căng thẳng do lòng tham cùng cách thức của ông để giành lấy ngai vàng, và những hậu quả xung quanh cái chết của mẹ Yool. 
- Oh Yeon-ah vai Vương phi Park

Mẹ kế của Lee Yool. Bà có tham vọng và mong mỏi tước vị Thế tử để chức vị này được chuyển giao cho con trai mình. Bà liên tục bị Quốc vương ngó lơ. Bà cũng có một mối quan hệ căng thẳng với con trai kế Lee Yool, và vui mừng trước tin anh qua đời. Bà luôn bị nghi là nghi phạm đầu tiên trong bất kỳ âm mưu giết người nào nhằm vào Yool.
- Ji Min-hyuk vai Đại quân Seo Won (vương đệ của Thế tử Lee Yool)[14]

Em trai cùng cha khác mẹ của Lee Yool, con trai của Vương phi Park. Mặc tham vọng của mẹ, thực chất anh là một thanh niên rất chính trực, và không muốn kế thừa danh hiệu Thế tử bằng cách sử dụng các thủ đoạn bẩn thỉu. Anh chống lại sự tham nhũng trong Cung điện và mọi âm mưu giết người anh em cùng cha khác mẹ của mình. Anh ấy được cho là có tình cảm với chị dâu của mình, Thế tử tần.

#### Nhân vật xung quanh Hong-sim
- Jung Hae-kyun vai ông Yeon[15]

Cha nuôi của Hong-sim. Ông ấy là người duy nhất biết sự thật về danh tính của Hong-sim và giải cứu Lee Yool trong rừng. Để cứu Hong-sim, ông nói dối rằng Lee Yool thực sự là người hứa hôn với Hong-sim, có tên Na Won-deuk, và thậm chí chôn cất bộ quần áo mà Yool được tìm thấy để che giấu danh tính thực sự của mình. Do mặc cảm tội lỗi với Yool, ông luôn đứng về phía Yul trong bất kỳ cuộc tranh cãi nào của Yool với Hong-shim. Anh ta là một góa phụ có vợ và con đã chết.
- Kim Seon-ho vai Jung Je-yoon[9]

Trước đây là Tham quan tại cung triều, sau là Huyện lệnh của làng Song-joo, sau đó là cố vấn ẩn của Thế tử. Anh ấy có tình yêu đơn phương với Hong-sim. Anh mắc chứng bệnh rối loạn thần kinh thực vật (prosopagnosia) hay còn gọi là "mù mặt", khiến anh ta ban đầu không thể nhận ra Won-deuk là thế tử. Khuôn mặt duy nhất mà anh ấy có thể nhận ra là của Hong-sim. Anh ấy thông minh và khôn ngoan, và là một trong số ít người có được sự tin tưởng của Lee Yool.

#### Nhân vật xung quanh Kim Cha-eon
- Heo Jung-min vai Kim Soo-ji[16] tội
- Kim Jae-young vai Sal-soo[17]

#### Nhân vật trong Cung
- Choi Woong vai Jung Sa-yeob[18]
- Jo Hyun-sik vai Yang Nae-kwan
- Do Ji-han vai Dong-joo, cận vệ của Thế tử Lee Yool[19]
- Kang Young-seok vai Jong Sa-gwan[20]

#### Người của làng Song Joo
- Ahn Suk-hwan vai Park Seon-do
- Lee Min-ji vai Kkeut-nyeo[21]
- Kim Ki-doo vai Kudol[22]
- Lee Joon-hyuk vai Park Bok-eun
- Jo Jae-ryong vai Jo Boo-young

#### Khác
- Jung Soo-kyo vai Machil[23]
- Lee Hye-eun vai Yang Chun[24]
- Son Kwang-up[25]
- Han Ji-eun vai Ae Weol

## Sản xuất
- Buổi đọc kịch bản đầu tiên được tổ chức vào ngày 21/3/2018 tại trung tâm CJ E&M ở Sangam-dong, Seoul.[26]
- Việc quay phim bắt đầu vào tháng 4 và bộ phim sẽ hoàn toàn được sản xuất toàn bộ thay vì quay cuốn chiếu.[27][28]
- Tất cả các nhân vật đều là hư cấu, kể cả nhân vật Thế tử Lee Yool.[29]
- Yoon Tae-young đã bị loại khỏi bộ phim sau những sự cố lái xe khi say rượu.[30]
- Địa điểm quay phim được diễn ra tại KOFIC Namyangju Studios ở Namyangju, tỉnh Gyeonggi.[31]

## Nhạc phim

### Phần 1
| Phát hành vào 11 tháng 9 năm 2018 | Phát hành vào 11 tháng 9 năm 2018 | Phát hành vào 11 tháng 9 năm 2018 | Phát hành vào 11 tháng 9 năm 2018 | Phát hành vào 11 tháng 9 năm 2018 | Phát hành vào 11 tháng 9 năm 2018 |
| STT                               | Nhan đề                           | Phổ lời                           | Phổ nhạc                          | Nghệ sĩ                           | Thời lượng                        |
| --------------------------------- | --------------------------------- | --------------------------------- | --------------------------------- | --------------------------------- | --------------------------------- |
| 1.                                | "Erase It" (지워져)               | POPKID, Safira.K, Lee Ha-jin      | POPKID, Safira.K                  | Gummy                             | 03:53                             |
| 2.                                | "Erase It" (Inst.)                |                                   | POPKID, Safira.K                  |                                   | 03:53                             |
| Tổng thời lượng:                  | Tổng thời lượng:                  | Tổng thời lượng:                  | Tổng thời lượng:                  | Tổng thời lượng:                  | 07:46                             |

### Phần 2
| Phát hành vào 25 tháng 9 năm 2018 | Phát hành vào 25 tháng 9 năm 2018 | Phát hành vào 25 tháng 9 năm 2018 | Phát hành vào 25 tháng 9 năm 2018 | Phát hành vào 25 tháng 9 năm 2018 | Phát hành vào 25 tháng 9 năm 2018 |
| STT                               | Nhan đề                           | Phổ lời                           | Phổ nhạc                          | Nghệ sĩ                           | Thời lượng                        |
| --------------------------------- | --------------------------------- | --------------------------------- | --------------------------------- | --------------------------------- | --------------------------------- |
| 1.                                | "This Love" (이 사랑을)           | Yoon Young-joon                   | Yoon Young-joon                   | Jinyoung (B1A4)                   | 04:20                             |
| 2.                                | "This Love" (Inst.)               |                                   | Yoon Young-joon                   |                                   | 04:20                             |
| Tổng thời lượng:                  | Tổng thời lượng:                  | Tổng thời lượng:                  | Tổng thời lượng:                  | Tổng thời lượng:                  | 08:40                             |

### Phần 3
| Phát hành vào 16 tháng 10 2018 | Phát hành vào 16 tháng 10 2018        | Phát hành vào 16 tháng 10 2018     | Phát hành vào 16 tháng 10 2018 | Phát hành vào 16 tháng 10 2018 | Phát hành vào 16 tháng 10 2018 |
| STT                            | Nhan đề                               | Phổ lời                            | Phổ nhạc                       | Nghệ sĩ                        | Thời lượng                     |
| ------------------------------ | ------------------------------------- | ---------------------------------- | ------------------------------ | ------------------------------ | ------------------------------ |
| 1.                             | "Cherry Blossom Love Song" (벚꽃연가) | Mathi Park Keun-cheol Jung Soo-min | Park Keun-cheol Jung Soo-min   | Chen (EXO)                     | 04:10                          |
| 2.                             | "Cherry Blossom Love Song" (Inst.)    |                                    | Park Keun-cheol Jung Soo-min   |                                | 04:10                          |
| Tổng thời lượng:               | Tổng thời lượng:                      | Tổng thời lượng:                   | Tổng thời lượng:               | Tổng thời lượng:               | 08:20                          |

### Phần 4
| Phát hành vào ngày 23 tháng 10 năm 2018 | Phát hành vào ngày 23 tháng 10 năm 2018 | Phát hành vào ngày 23 tháng 10 năm 2018 | Phát hành vào ngày 23 tháng 10 năm 2018 | Phát hành vào ngày 23 tháng 10 năm 2018 | Phát hành vào ngày 23 tháng 10 năm 2018 |
| STT                                     | Nhan đề                                 | Phổ lời                                 | Phổ nhạc                                | Nghệ sĩ                                 | Thời lượng                              |
| --------------------------------------- | --------------------------------------- | --------------------------------------- | --------------------------------------- | --------------------------------------- | --------------------------------------- |
| 1.                                      | "Believe"                               | Hana                                    | Tom and Jerry                           | SBGB                                    | 03:51                                   |
| 2.                                      | "Believe" (Inst.)                       |                                         | Tom and Jerry                           |                                         | 03:51                                   |
| Tổng thời lượng:                        | Tổng thời lượng:                        | Tổng thời lượng:                        | Tổng thời lượng:                        | Tổng thời lượng:                        | 07:42                                   |

### Phần 5
| Phát hành vào ngày 30 tháng 10 năm 2018 | Phát hành vào ngày 30 tháng 10 năm 2018 | Phát hành vào ngày 30 tháng 10 năm 2018 | Phát hành vào ngày 30 tháng 10 năm 2018 | Phát hành vào ngày 30 tháng 10 năm 2018 | Phát hành vào ngày 30 tháng 10 năm 2018 |
| STT                                     | Nhan đề                                 | Phổ lời                                 | Phổ nhạc                                | Nghệ sĩ                                 | Thời lượng                              |
| --------------------------------------- | --------------------------------------- | --------------------------------------- | --------------------------------------- | --------------------------------------- | --------------------------------------- |
| 1.                                      | "I Will Remember" (기억할테니까)        | Park Jong-jin, Jung Won-bo              | Park Jong-jin, Jung Won-bo              | NeighBro                                | 03:59                                   |
| 2.                                      | "I Will Remember" (Inst.)               |                                         | Park Jong-jin, Jung Won-bo              |                                         | 03:59                                   |
| Tổng thời lượng:                        | Tổng thời lượng:                        | Tổng thời lượng:                        | Tổng thời lượng:                        | Tổng thời lượng:                        | 07:58                                   |

| Disc 2: | Disc 2:                                          | Disc 2:                   | Disc 2:    |
| STT     | Nhan đề                                          | Nghệ sĩ                   | Thời lượng |
| ------- | ------------------------------------------------ | ------------------------- | ---------- |
| 1.      | "100 days my Prince" (Opening Title)             | Kim Jun Seok, Jung Se Rin | 2:32       |
| 2.      | "Crown Prince Yul"                               | Kim Jun Seok, Jung Se Rin | 2:44       |
| 3.      | "Loads to Carry"                                 | Kim Jun Seok              | 2:46       |
| 4.      | "Confusion"                                      | Kim Jun Seok              | 1:43       |
| 5.      | "Last Request"                                   | Kim Jun Seok              | 3:49       |
| 6.      | "A Great Determination"                          | Kim Jun Seok              | 2:34       |
| 7.      | "Feeling"                                        | Kim Jun Seok              | 2:20       |
| 8.      | "The person that I cannot forget"                | Jung Se Rin               | 2:26       |
| 9.      | "Vanished World"                                 | Jung Se Rin               | 3:37       |
| 10.     | "Someone Strikes"                                | Jung Se Rin               | 3:11       |
| 11.     | "I will marry you"                               | Jung Se Rin               | 3:51       |
| 12.     | "Promise under cherry blossom"                   | Jung Se Rin               | 2:52       |
| 13.     | "Finding you in me"                              | Jung Se Rin               | 3:36       |
| 14.     | "Cannot have what i want"                        | Jung Se Rin               | 2:02       |
| 15.     | "Overwhelmed by a longing"                       | Jung Se Rin               | 3:38       |
| 16.     | "100 Days Memory"                                | Jung Se Rin               | 3:26       |
| 17.     | "Songjo-hyun people"                             | Lee Ruri                  | 2:29       |
| 18.     | "Lost spinster"                                  | Lee Ruri                  | 2:08       |
| 19.     | "The enemy of my family"                         | Lee Ruri                  | 3:01       |
| 20.     | "Piece of Memory"                                | Lee Ruri                  | 3:28       |
| 21.     | "Deepen mind that doesn't fade"                  | Lee Ruri                  | 2:11       |
| 22.     | "Won-Deuk's Comeback"                            | Lee Ruri                  | 2:09       |
| 23.     | "Flower Rain"                                    | Lee Yun Ji                | 4:23       |
| 24.     | "Depose a King"                                  | Lee Yun Ji                | 2:53       |
| 25.     | "Back"                                           | Lee Yun Ji                | 3:08       |
| 26.     | "Troublemaker Husband"                           | Lee Yun Ji                | 2:57       |
| 27.     | "Amnesia"                                        | Lee Yun Ji                | 1:39       |
| 28.     | "Miserable Heart"                                | Lee Yun Ji                | 3:57       |
| 29.     | "Secret"                                         | Lee Yun Ji                | 1:32       |
| 30.     | "Scheme"                                         | Lee Yun Ji                | 2:34       |
| 31.     | "Greedy Blade"                                   | Joo In Ro                 | 2:59       |
| 32.     | "Kim Cha-Eon"                                    | BonChoon Koo              | 4:35       |
| 33.     | "Assassin"                                       | BonChoon Koo              | 2:53       |
| 34.     | "Clue to the Memory"                             | BonChoon Koo              | 3:14       |
| 35.     | "Useless Man"                                    | Noh Yoo Rim               | 2:09       |
| 36.     | "Travel Incognito"                               | Noh Yoo Rim               | 2:31       |
| 37.     | "Shallow Trick"                                  | Noh Yoo Rim               | 2:04       |
| 38.     | "Present Governor and Oldman Park"               | Noh Yoo Rim               | 2:10       |
| 39.     | "Deliberate Murder"                              | Noh Yoo Rim               | 2:31       |
| 40.     | "Farewell Forever"                               | Noh Yoo Rim               | 2:42       |
| 41.     | "Conspiracy"                                     | Kim Yun Ju                | 2:11       |
| 42.     | "A Strong Suspicion"                             | Kim Yun Ju                | 2:40       |
| 43.     | "Honest Happiness"                               | Kim Yun Ju                | 3:27       |
| 44.     | "Warm Memory"                                    | Yae Rin Soo               | 3:34       |
| 45.     | "The Night at the watermill"                     | Yae Rin Soo               | 1:59       |
| 46.     | "This is the Order of a Crown Prince!"           | Yae Rin Soo               | 2:43       |
| 47.     | "Am I the only one who's feeling uncomfortable?" | Kim Jeong Wan             | 1:50       |
| 48.     | "Troubleshooter Hongshim"                        | Kim Jeong Wan             | 2:12       |
| 49.     | "Money eating fool"                              | Park Hye Min              | 1:54       |

## Tỷ suất lượt xem
| Mùa | Mùa | Số tập | Số tập | Số tập | Số tập | Số tập | Số tập | Số tập | Số tập | Số tập | Số tập | Số tập | Số tập | Số tập | Số tập | Số tập | Số tập | Trung bình |
| Mùa | Mùa | 1      | 2      | 3      | 4      | 5      | 6      | 7      | 8      | 9      | 10     | 11     | 12     | 13     | 14     | 15     | 16     | Trung bình |
| --- | --- | ------ | ------ | ------ | ------ | ------ | ------ | ------ | ------ | ------ | ------ | ------ | ------ | ------ | ------ | ------ | ------ | ---------- |
|     | 1   | 1.183  | 1.373  | 1.381  | 1.725  | 1.098  | 1.541  | 1.836  | 2.168  | 2.229  | 2.503  | 2.307  | 2.591  | 2.648  | 2.877  | 2.831  | 3.264  | 2.097      |

| Tập | Ngày phát sóng       | Tỷ lệ người xem trung bình | Tỷ lệ người xem trung bình | Tỷ lệ người xem trung bình | Tỷ lệ người xem trung bình |
| Tập | Ngày phát sóng       | AGB Nielsen                | AGB Nielsen                | TNmS                       |                            |
| Tập | Ngày phát sóng       | Toàn quốc                  | Seoul                      | Toàn quốc                  |                            |
| --- | -------------------- | -------------------------- | -------------------------- | -------------------------- | -------------------------- |
| 1 | 10 tháng 9 năm 2018  | 5.026%                     | 5.527%                     | 5.5%                       |                            |
| 2 | 11 tháng 9 năm 2018  | 6.199%                     | 6.882%                     | 5.7%                       |                            |
| 3 | 17 tháng 9 năm 2018  | 6.000%                     | 6.229%                     | 5.9%                       |                            |
| 4 | 18 tháng 9 năm 2018  | 7.274%                     | 7.814%                     | 7.5%                       |                            |
| 5 | 24 tháng 9 năm 2018  | 4.362%                     | 4.799%                     | 4.7%                       |                            |
| 6 | 25 tháng 9 năm 2018  | 6.923%                     | 7.232%                     | 7.2%                       |                            |
| 7 | 1 tháng 10 năm 2018  | 7.991%                     | 8.785%                     | 9.0%                       |                            |
| 8 | 2 tháng 10 năm 2018  | 9.223%                     | 9.995%                     | 8.3%                       |                            |
| 9 | 8 tháng 10 năm 2018  | 9.089%                     | 9.790%                     | 7.8%                       |                            |
| 10 | 9 tháng 10 năm 2018  | 10.263%                    | 10.904%                    | 9.5%                       |                            |
| 11 | 15 tháng 10 năm 2018 | 10.120%                    | 10.790%                    | 9.4%                       |                            |
| 12 | 16 tháng 10 năm 2018 | 11.170%                    | 12.325%                    | 11.0%                      |                            |
| 13 | 22 tháng 10 năm 2018 | 11.333%                    | 12.502%                    | 12.5%                      |                            |
| 14 | 23 tháng 10 năm 2018 | 12.670%                    | 13.455%                    | 12.0%                      |                            |
| 15 | 29 tháng 10 năm 2018 | 12.159%                    | 13.033%                    | 13.0%                      |                            |
| 16 | 30 tháng 10 năm 2018 | 14.412%                    | 15.169%                    | 15.1%                      |                            |
| Trung bình | Trung bình           | 9.013%                     | 9.702%                     | 9.0%                       |                            |
| Tập đặc biệt | 4 tháng 9 năm 2018   | 1.1%                       | 1.188%                     | —                          |                            |
| Tập đặc biệt | 9 tháng 11 năm 2018  | 1.976%                     | 2.233%                     | —                          |                            |
| - Trong bảng trên đây, số màu xanh biểu thị cho tỷ lệ người xem thấp nhất và số màu đỏ biểu thị cho tỷ lệ người xem cao nhất. - N/A biểu thị đánh giá không được biết. - Bộ phim này được phát sóng trên hệ thống các kênh truyền hình cáp/trả phí nên số lượng người xem thấp hơn so với truyền hình miễn phí (ví dụ như KBS, SBS, MBC hay EBS). |                      |                            |                            |                            |                            |